# Modrý pokoj
Modrý pokoj (v originále La Chambre bleue) je francouzský hraný film z roku 2014, který režíroval Mathieu Amalric. Jedná se o adaptaci stejnojmenného románu od Georgese Simenona z roku 1964. Film měl světovou premiéru dne 16. května 2014 na filmovém festivalu v Cannes v sekci Un certain regard.

## Děj
Julien Gahyde je uvězněn a vyslýchán v rámci soudního vyšetřování podezřelé smrti své manželky Delphine. Julien měl krátký vztah s Esther Despierre.

## Obsazení
| Léa Drucker        | Delphine Gahyde  |
| Mathieu Amalric    | Julien Gahyde    |
| Stéphanie Cléau    | Esther Despierre |
| Laurent Poitrenaux | soudce Diem      |
| Serge Bozon        | četník           |
| Blutch             | psycholog        |

## Ocenění
- César: nominace v kategorii nejlepší adaptace (Mathieu Amalric a Stéphanie Cléau)